# Svatý Auracián
Svatý Auracián (též svatý Auratian, svatý Auratianus) je světec uctívaný v Českých Budějovicích jako patron města a českobudějovické diecéze.

## Život a osudy ostatků
O jeho životě není nic známo, jediným pramenem kultu je římská autentika identifikující ostatky jako ostatky světce-mučedníka. Předpokládá se, že žil ve 2. nebo 3. století. Původně byl pohřben v tzv. Kalixtových katakombách v Římě, nejde však o katakomby dnes takto označované. V 17. století se takto označoval celý komplex katakomb, který se dnes rozděluje na řadu různě pojmenovaných podzemních pohřebišť. Srov.
Roku 1643 daroval papež Urban VIII. jeho ostatky provinciálu řádu kapucínů v Čechách a na Moravě Ludvíku z Rosenheimu s tím, že nesmí být rozděleny. Následujícího roku byly přepraveny z Říma do Čech a uloženy v kapucínském klášteře sv. Anny. 4. srpna 1670 pak byly slavnostně přeneseny do farního (od roku 1785 katedrálního) kostela sv. Mikuláše a darovány městu. Zde má tento světec v závěru severní lodi svoji kapli. Kaple je vyzdobena oltářem sv. Anny od sochaře Leopolda Huebera z roku 1771. V kostele se též nachází pamětní destička, upomínající na přenesení ostatků tohoto světce. Je napsána v latinském jazyce a umístěna pod kazatelnou na rozhraní hlavní lodi a presbytáře. Každoročně se v českobudějovickém chrámu světí Auraciánův svátek 3. srpna. Od r. 2016 se při této příležitosti uděluje po světci pojmenovaná medaile za zásluhy o diecézi.

## Vyobrazení
Tento svatý je nejčastěji zobrazován ve vojenském šatě, s nepokrytou hlavou, s mučednickou palmovou ratolestí a s mečem.

### Oltář svatého Auraciána
České Budějovice 8. února 1666 objednaly u řezbářského mistra Johanna Woratha z Aigen-Schläglu oltář zdobený pěti sochami, dvěma sloupy a prostorem pro světcův obraz o rozměrech asi 12 stop na výšku a 8 stop na šířku. Sochy měly podle původní objednávky reprezentovat svatého Auraciána, svatého Floriána, svaté Kosmu a Damiána a svatou Veroniku a Dorotu. Namísto svatého Floriána však vznikla socha svatého Václava, snad na základě pozdější dohody mezi městem a řezbářem. V roce 1667 Worath oltář na sedmi vozech přivezl a v chrámu sestavil za celkem 400 zlatých, 15 krejcarů, 18 zlatých litkup, 3 zlatých na stravu a 3 zlatých na pivo pro tovaryše. Oltářní obraz objednaný 30. března 1666 u Matyáše (Matthäuse) Mannagetty za 118 rýnských zlatých, jako náhrada ztraceného stříbrného obrazu, byl malířem dodán ještě v říjnu téhož roku. Vladimír Denkstein, který hodnotil již pouze ohořelé torzo tohoto obrazu zachycující stětí světce, jej popisoval následovně: „Než přece i v tomto fragmentu, diagonálně rozděleném ústřední postavou rozkročeného polonahého ozbrojence tasícího meč, vzadu vyplněném temnými silhouetami židovských starců a v popředí oživeném poskakujícím a štěkajícím psíkem, přece i v tomto zlomku tušíme okrajový výsek vzrušené scény s komposicí dynamickou a dramaticky pohnutou. Dobovou značkou obrazu je jeho barevné zladění s tradičním temnosvitem a teplým koloritem, o němž byl autor poučen malířstvím italským a zvláště benátským, ovlivňujícím v polovině XVII století většinu rakouských umělců.“ 4. srpna 1670 pražský arcibiskup Matouš Ferdinand Sobek z Bilenberku přenesl ostatky světce z kapucínského kostela svaté Anny na nový oltář. Jako památka těchto událostí vznikla stříbrná destička 23 × 20 cm zasazená do temně červeného mramoru umístěná původně na stěnu pod kazatelnou směrem k presbytáři. Na základě svolení konzistoře objednala městská rada u Woratha relikviářovou sochu svatého Auraciána určenou k použití při procesích a poprvé použitou 19. srpna 1672. Oltář a obraz byly zničeny požárem 24.–25. března 1911, zachránit se podařilo pouze sochy následně uložené v městském muzeu.

### Dochované sochy
Štukovaná socha od Tomáše Zeisla z roku 1644 je umístěna v nice průčelí katedrály sv. Mikuláše v Českých Budějovicích. Kamenná socha vznikla jako součást Mariánského sousoší na Mariánském náměstí v Českých Budějovicích, jejíž originál z roku 1716 od Josefa Dietricha je dnes umístěn v křížové chodbě kláštera v Borovanech; na náměstí stojí kopie (od Ivana Tláška) z roku 1991. Světce také znázorňuje reliéf na plášti největšího českobudějovického zvonu Bumerin na Černé věži. Ve sbírkách Jihočeského muzea je uložena socha světce, pocházející z někdejšího Worathova oltáře sv. Auraciána.

### Dochované obrazy
V kartuši na votivním obrazu Panny Marie Budějovické od neznámého autora (1641–1677) je zachycen jako jeden z pětice světců-patronů města. Malba z konce 18. století zdobí vrchol hlavního oltáře katedrály. Roku 1912 zhotovil velkoformátový obraz František Bohumil Doubek, umístěn byl na oltář zhotovený roku 1913 v souvislosti s rekonstrukcí katedrály pod vedením architekta rytíře Richarda Klenky z Vlastimilu. Od 80. let 20. století je tento obraz umístěn na stěně v pravé (jižní) kapli. Doubkův obraz podle Karla Rebana „znázorňuje mladistvého římského legionáře bohatýrské postavy, tváře sluncem sžehlé, jež snivě zírá k nebesům; v pravici třímá palmu mučednickou, v levici meč; s nebe na jeho hlavu snáší se vínek vavřínový“.

### Zaniklá a ztracená díla
Vůbec nejstarším vyobrazením sv. Auraciána byl stříbrný obraz, snad reliéf, pořízený Ludvíkem z Rosenheimu nedlouho po obdržení světcových ostatků. Ohledně námětu je známo jen to, že na něm byl světec vyobrazen s palmovou ratolestí a mečem. Obraz byl uložen v kapucínském klášteře ve Vídni, odkud byl r. 1645 kvůli obavám z válečného plenění odeslán do úschovy do Štýrského Hradce. Podle úředního vážení v Augšpurku dosahoval hmotnosti 51 hřiven, 2 loty a ½ kvintlíku, takže jen použitý materiál dosahoval dobové hodnoty přes 1300 zlatých. Když v roce 1666 zástupci města po obraze pátrali, dostali pouze informace, že podobně jako jiné památky byl státem zabaven a použit k ražbě mincí. V roce 1666 byl budějovickému malíři Hanuši Jakubu Wirthovi uhrazen menší obraz svatého Auraciána v hodnotě 10 zlatých rýnských.
Na původním Worathově oltáři sv. Auraciána v katedrále byl oltářní obraz od vídeňského malíře Matouše Mannagetty z roku 1666, zobrazující scénu světcova stětí. Většina obrazu shořela při požáru roku 1911, zachovala se jen část s postavou kata a psíkem.

### Mimo České Budějovice
V ikonografickém programu sochařské výzdoby terasy na Svaté Hoře u Příbrami je jižní strana věnována českým zemským patronům. Mezi nimi nečekaně figuruje i socha římského vojáka s palmovou ratolestí v ruce. Libor Černý navrhuje číst ji jako sochu svatého Auraciána.

### Galerie

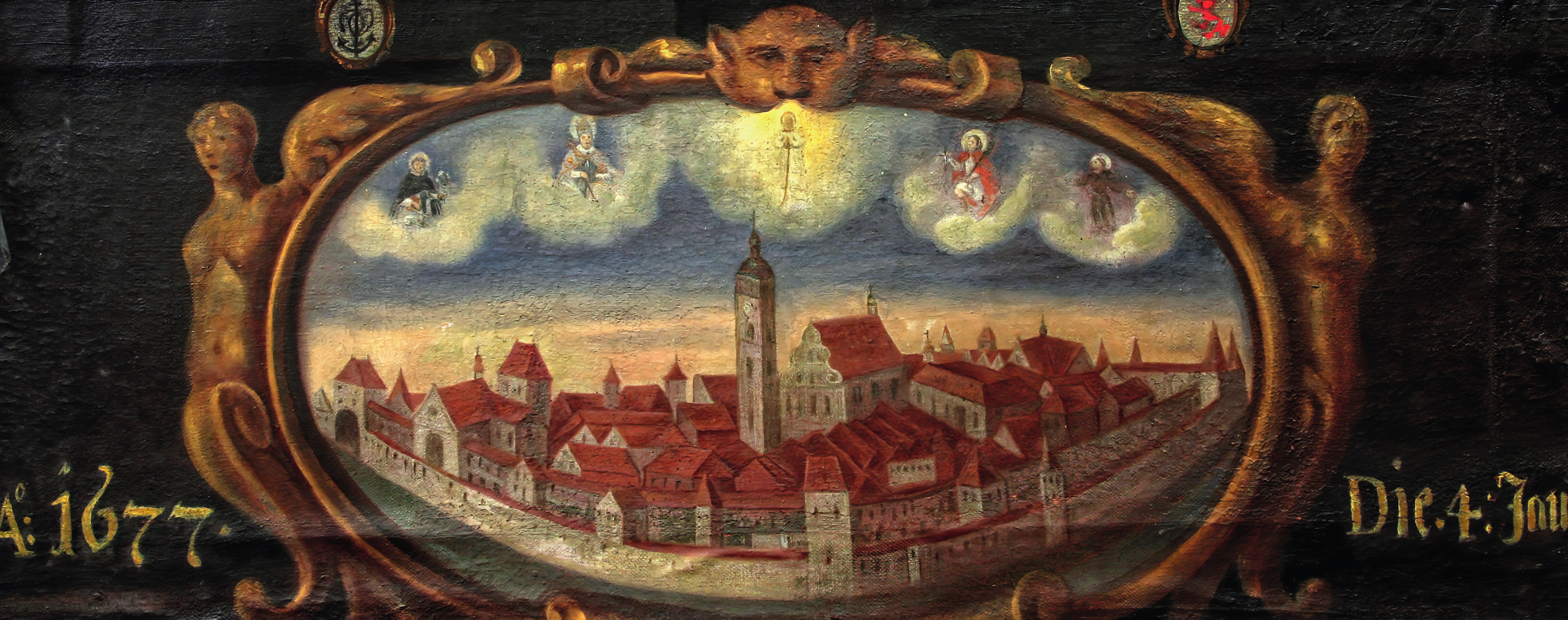
kartuše z obrazu P. M. Budějovické se sv. Auraciánem, 17. stol.
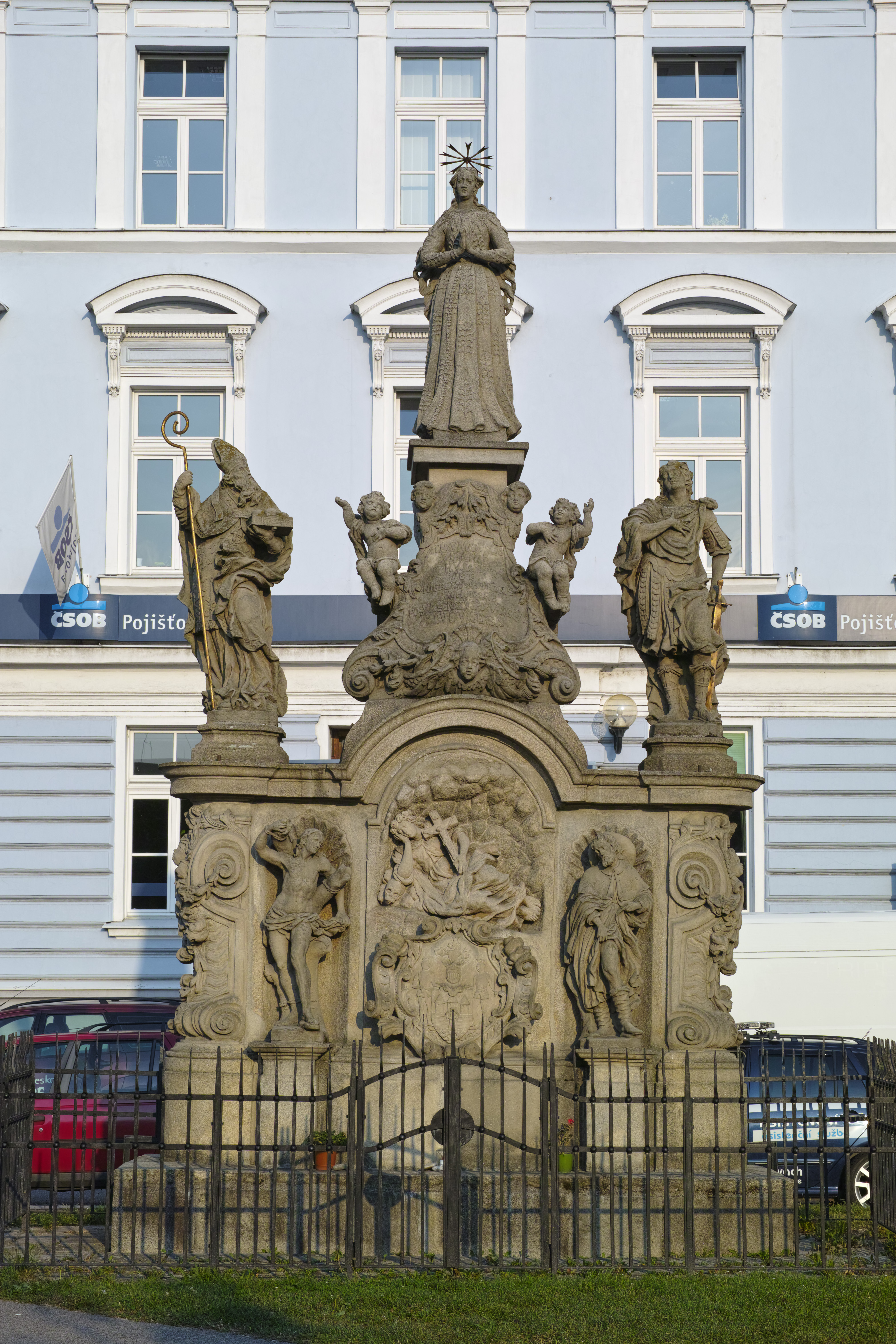
vpravo na Mariánském sousoší od J. Dietricha (1716)
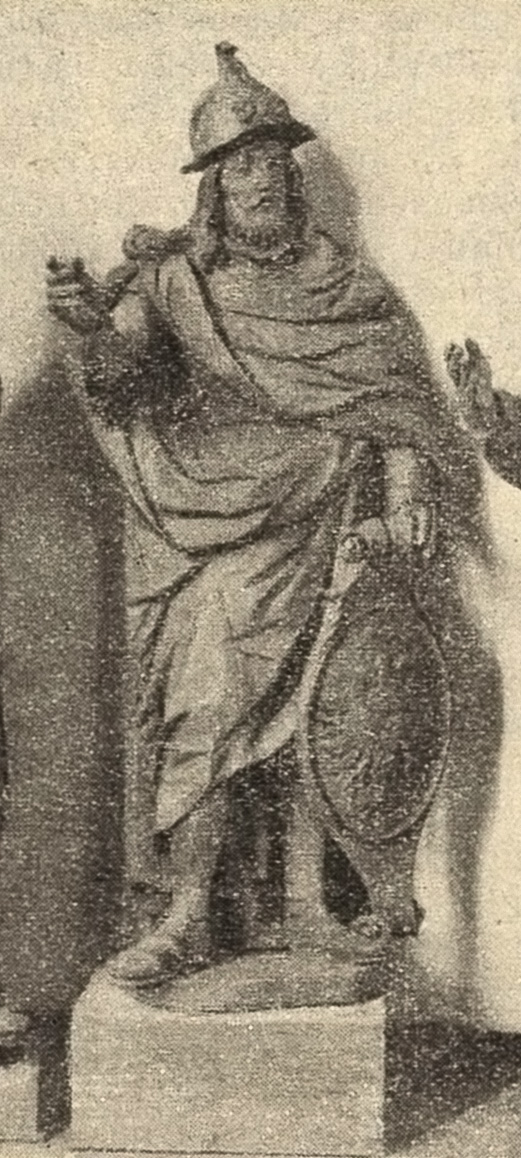
socha od J. Woratha (1667)
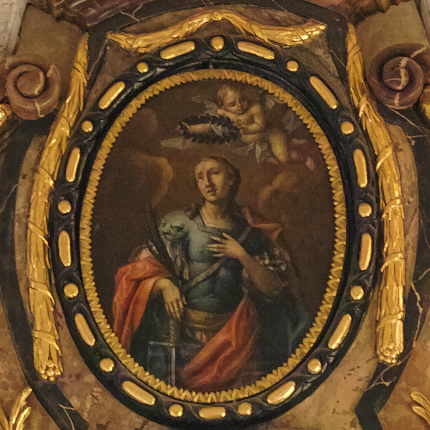
obraz na hlavním oltáři katedrály, 18. stol.
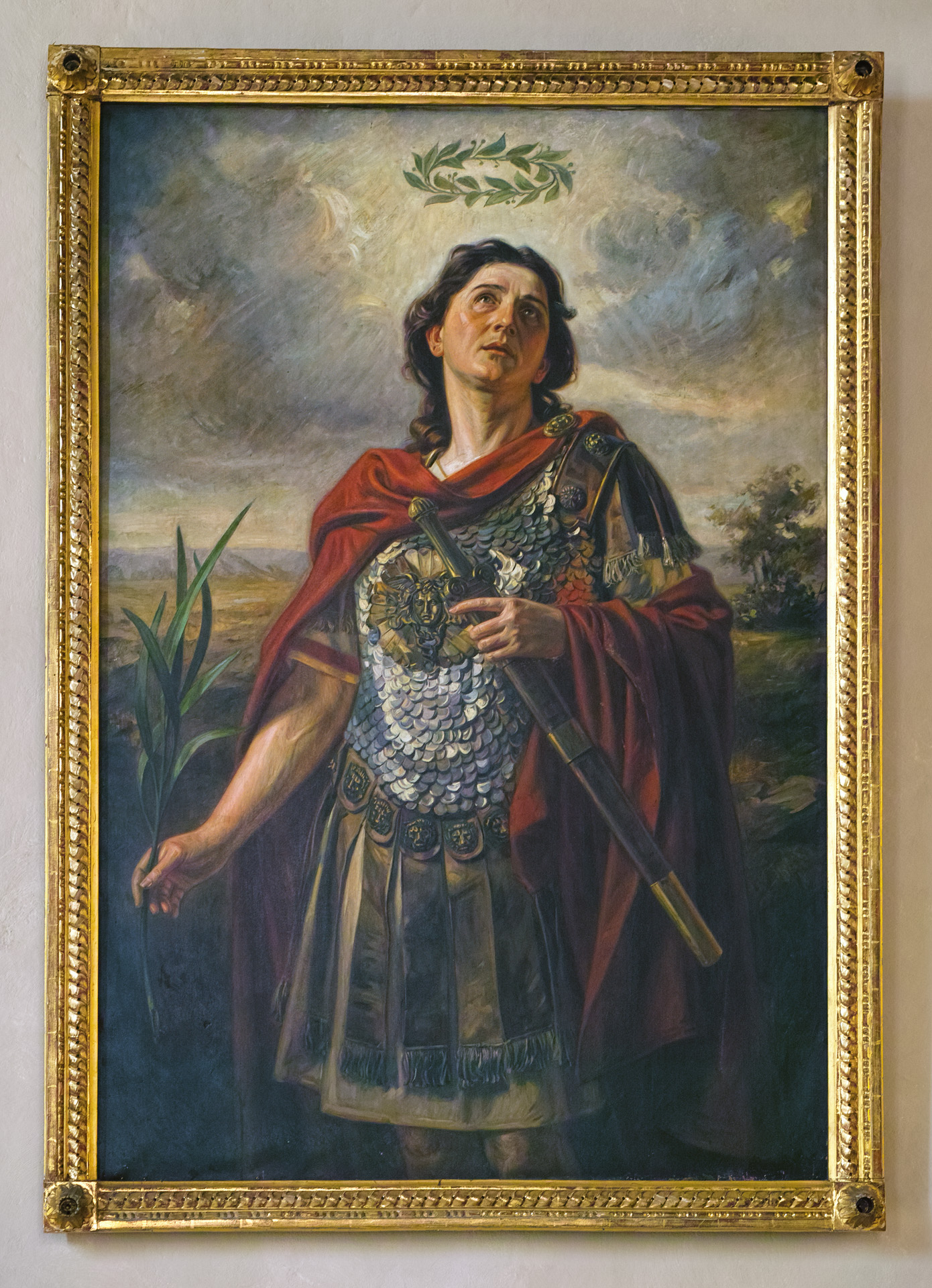
obraz od F. B. Doubka (1912)
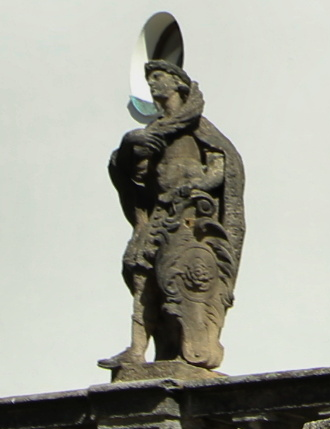
socha na Svaté Hoře

## Datum svátku
O světci nejsou známy žádné životopisné údaje, a to ani úmrtní den. Jeho svátek se v Českých Budějovicích slaví jako výročí přenesení ostatků z kapucínského kostela sv. Anny do farního kostela sv. Mikuláše (4. srpna 1670). Svátek byl nejprve slaven (podle povolení pražské arcibiskupské konzistoře z 14. listopadu 1670) o třetí neděli v srpnu, a to až do josefínských reforem, kdy bylo od jeho slavení upuštěno.
Patrně až v nedávné minulosti (cca od roku 2014) bylo slavení svátku obnoveno, a to 3. 8. - pravděpodobně protože to byl v liturgickém kalendáři nejbližší volný den okolo výročí přenesení ostatků 4. 8.

## Zajímavosti
Od dob přenesení ostatků do českých zemí se začíná toto jméno objevovat i jako křestní, nejprve u obyvatel v Českých Budějovicích, později i jinde. Příkladem je soukenický mistr Auratianus Etmayer, jehož náhrobní deska z roku 1797 byla umístěna na Staroměstském hřbitově.
V roce 2015 (u příležitosti 750. výročí založení Českých Budějovic) byla jménem sv. Auraciána pojmenována planetka 16709 (toto číslo v sobě nese rok slavnostního uložení ostatků v kostele sv. Mikuláše 1670), objevená v roce 1995 Janou Tichou z Observatoře Kleť. Tím se sv. Auracián dostal též na astronomické nebe.

## Průzkum ostatků
V letech 2014–15 byly kosti zkoumány odborníky, kteří konstatovali, že ostatky skutečně pochází z doby Římské říše, lebka však vykazuje spíše ženské rysy. Protože je ale připevněna k relikviáři, mohl její výzkum probíhat pouze pomocí zrcátek, a tak nebylo možné zhodnotit všechny potřebné znaky. V oblouku horní čelisti byl nalezen kořen vmezeřeného zubu (mesiodens), což je genetická vada vyskytující se častěji u mužů. Tato anomálie svědčí o tom, že ostatky patřily mladému dospělému jedinci, výšku postavy nebylo možné vzhledem k chybějícím dlouhým kostem určit. Už v barokní době byly kosti s výjimkou lebky ve snaze o konzervaci navoskované a ozdobené plátkových zlatem (jméno „Auratianus“ je odvozeno z latinského „aurus“, tedy „zlatý“), lebka je ozdobena věncem z kovových drátků, textilie, lístků a perel. Rohy relikviáře jsou vyplněny prosklenými malými pyramidami se zlomky dalších ostatků.